# Vilkyčiai (stacja kolejowa)
Vilkyčiai – stacja kolejowa w miejscowości Vilkyčiai, w rejonie szyłokarczemskim, w okręgu kłajpedzkim, na Litwie. Położona jest na linii Kretynga – Kłajpeda – Pojegi.